# تشارلز أرمسترونغ (مجدف)
تشارلز أرمسترونغ (بالإنجليزية: Charles Armstrong)‏ هو مجدف أمريكي، ولد في 23 أكتوبر 1881 في فيلادلفيا في الولايات المتحدة، وتوفي في 12 مارس 1952 في West Point, Pennsylvania ‏ في الولايات المتحدة.

## وصلات خارجية
- تشارلز أرمسترونغ على موقع الاتحاد الدولي للتجديف (الإنجليزية)
- تشارلز أرمسترونغ على موقع اللجنة الأولمبية الدولية (الإنجليزية)
- تشارلز أرمسترونغ على موقع أوليمبيديا (الإنجليزية)